# Julian II z Jerozolimy
Julian II z Jerozolimy – dwudziesty czwarty biskup Jerozolimy.